# Pekcse
Pekcse (hangul: 백제, handzsa: 百濟, RR: Baekje; i. e. 18 – i. sz. 660) a koreai három királyság néven emlegetett egyik királyság volt Kogurjo (Goguryeo) és Silla mellett, a Koreai-félsziget délnyugati részén. Tongmjong kogurjói (Dongmyeong goguryeói) király fia, Ondzso (Onjo) (온조) alapította. A 4. században élte virágkorát, területe ekkor a Han folyótól egészen a félsziget déli csücskéig tartott. 384-ben lett buddhista állam, művészetére a kínai államok voltak hatással, melyekkel szoros kapcsolatot tartott. Jó viszonyt ápolt Japánnal, ahová közvetítette a kínaiaktól átvett kultúrát. Az ötödik századtól területe csökkenni kezdett, harcokat vívott Kogurjó (Goguryeó)val és Sillával, végül 660-ban Silla végleg meghódította a területeit. 2015-ben a korszakból fennmaradt épületeket és sírokat Pekcsei történelmi régió néven a Világörökség részévé nyilvánították.

## Története
Tongmjong kogurjói (Dongmyeong goguryeói) király fia, Ondzso (Onjo) (온조) alapította a Szamguk szagi (Samguk Sagi) szerint i. e. 18-ban. Az alapító legenda szerint amikor féltestvére, Juri (Yuri) lett a kogurjói (gogureyói) trón várományosa, Ondzso (Onjo) és testvére Pirju (비류, Biryu) délnek vándoroltak, hogy saját törzset alapítsanak. Pirju (Biryu) Micshuhol (미추홀, Michuhol) (a mai Incshon (Incheon)) területén telepedett le, Ondzso (Onjo) pedig a mai Szöul környékén. Pirju (Biryu)nak azonban nem sikerült az államalapítás a mocsaras tengeri területen, emiatt öngyilkos lett, népe pedig Ondzsó (Onjó)hoz csatlakozott. A legenda valódiságára nincs bizonyíték, azt azonban szemlélteti, hogy a pujó (buyeó)iak egy része délre vándorolva hozta létre Pekcsét (Baekjét).

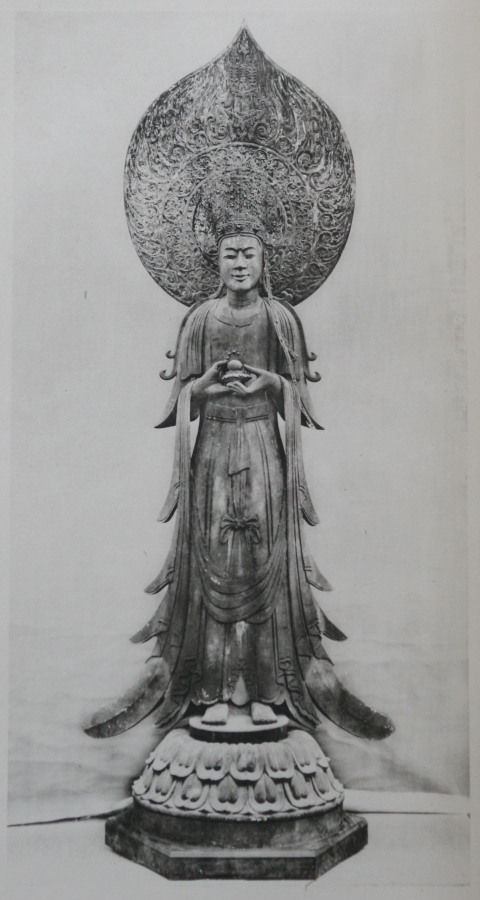
Pekcsei (Baekjei) buddhista szobor Szong (Seong) király arcmásával

Először csupán egy kis városállam volt, egyike az 54 városállamból álló Mahan államszövetségnek, majd lassanként növelte a területét más városállamok meghódításával a konföderáción belül. A 3. században Koi (Goi) király tovább növelte a területet Lölang (Lelang) (koreaiul 낙랑, Nangnang) és Tajfang (Daifang) (koreaiul 대방, Tebang (Daebang)) körzetek, valamint a moho (mohe) nép (koreaiul 말갈, malgal) északabbra szorításával. 369-ben Kuncshogo (Geunchogo) király a maradék mahani államokat is meghódította, Kajától (Gayától) is szerzett területeket, 371-ben pedig Kogurjó (Goguryeó)ba is benyomult, ahol Phenjanban megölte Kogugvon (Gogukwon) királyt.
A 4. század közepére így már jelentős kiterjedésű királyságként, a Han folyó medencéje is hozzá tartozott, itt volt megtalálható első fővárosa, Ürje (위례, Wirye) is. Az állam barátságos viszonyt ápolt a Csin (Jin)-dinasztiával, és a va (japán) néppel is, átemelte a kínai találmányokat és közvetítette őket Japán felé. Kuncshogo (Geunchogo) megerősítette a királyságot azzal, hogy bevezette az utódlásos monarchiát, melyben a király fia örökli a trónt. A trónörökösök rendre a Csin (Jin) klánból választottak feleséget maguknak. Ekkortájt született a Szogi (Seogi) (서기, 書記), mely Pekcse (Baekje) történetét írta le. Ma már nincs nyoma ennek a feljegyzésnek, csak a Szamguk szagi (Samguk Sagi) említi.
Az 5. században Kogurjo (Goguryeo) agresszív terjeszkedése megfosztotta Pekcsét (Baekjét) északi területeitől, és a székhelyt délebbre, Ungdzsinba (웅진, Ungjinba) (a mai Kongdzsu (Gongju)) kellett áthelyezni. A Han folyó területének elvesztése végzetes csapás volt a virágzó kereskedelemmel rendelkező királyság számára. Szong (Seong) király idejében (523–554) a főváros átkerült Szabiba (사비, Sabiba) (a mai Pujo (Buyeo) megye). A folyóparton fekvő város kereskedelmi szempontból jobb fekvésű volt, mint a hegyekben elzárt Ungdzsin (Ungjin). A király országa nevét is megváltoztatta: Nambujo (Nambuyeo) (Dél-Pujo (Buyeo)) lett. Ebben az időszakban megerősödött a kapcsolat a kínai Liang-dinasztiával és a japánokkal is.
A királyság közben Sillával próbált szövetkezni, Tongszong (Dongseong) király még sillai feleséget is választott magának. Szong (Seong) király is kötött Sillával katonai szövetséget, abban a reményben, hogy visszaszerezheti a Kogurjo (Goguryeo) által elfoglalt területek egy részét, 551-ben sikerült is elfoglalnia a Han-folyó alsó területét, a felsőt pedig Silla szerezte meg. 553-ban azonban váratlanul Silla felbontotta a szövetséget és elfoglalta az alsó szakaszt is. Pekcse (Baekje) ekkor korábbi ellenségével, Kogurjóval (Goguryeóval) és a japán Jamato-udvarral, valamint Kajával (Gayával) kötött szövetséget Silla ellen és véres csaták sorozata kezdődött. Végül azonban 660-ban Silla beolvasztotta a királyságot, majd Kogurjót (Goguryeót) is legyőzve egyesítette a Koreai-félszigetet.

## Közigazgatása

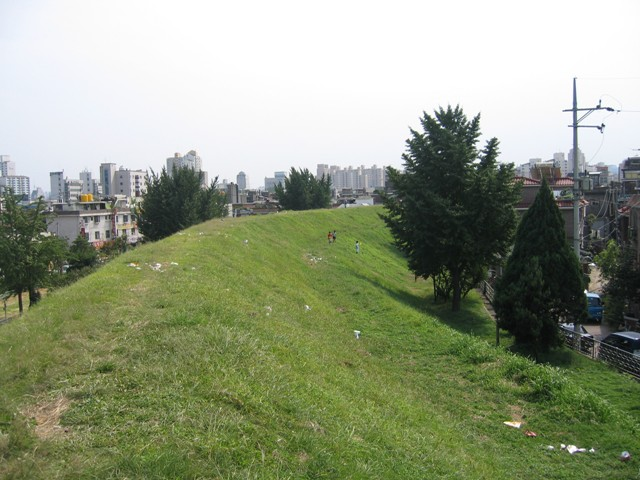
Földfal-maradvány Szöulban, azon a területen, ahol egykor a pekcsei (baekjei) főváros, Ürje (Wirye) állhatott.

Öt adminisztratív egysége létezett, a kormányban 16 hivatalos rangfokozat volt, az első fokozat hat tisztviselője egyfajta kabinetet alkotott. A legmagasabb rangú tisztviselő a szangdzsvaphjong (상좌평, sangjwapyong) volt, akit három évre választottak. Az Ungdzsin (Ungjin)ba költözést követően a közigazgatási rendszert is átalakították, 22 körzetet (담로, tamno (damno)) hozva létre, egy-egy körzetben a királyi család valamely tagjának volt hűbérbirtoka. Szabi (Sabi)ban Szong (Seong) király új rendszert állított fel, öt fővárosi kerületet (부, pu (bu)) és öt vidéki tartományt (방, pang (bang)).

## Gazdasága

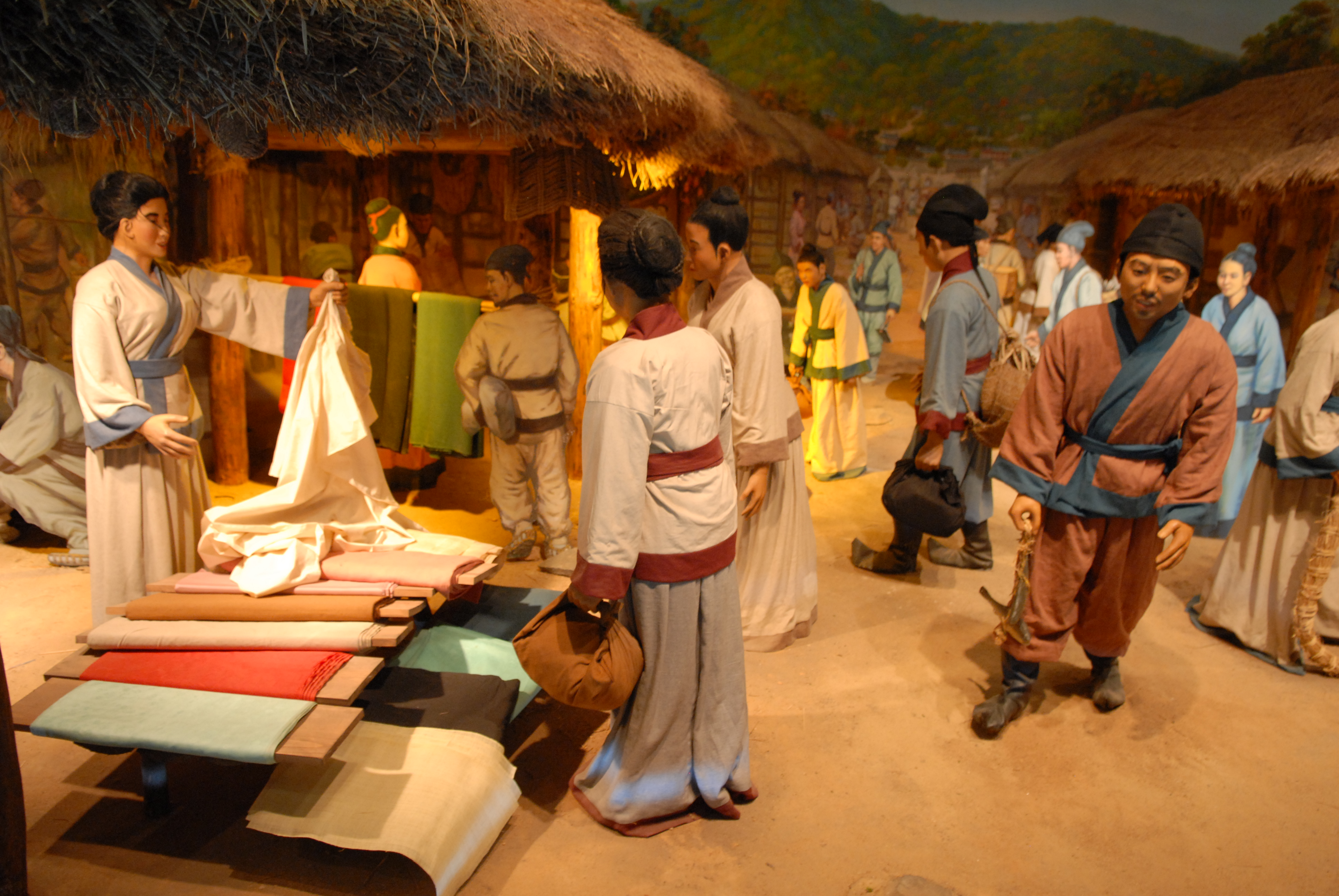
Pekcse (Baekje)-kori falusi vásár makettje

A három királyság korában rizst, kölest, tarka cirokot, Ázsiában honos babfajokat és szójababot, ginzenget, szezámmagot, kendert termesztettek, és állatokat is tenyésztettek. Folyt a selyemkészítés, és a bőrárukkal való kereskedés is. A földek a királyi család birtokában voltak, a buddhista templomok is nagy földterületekkel rendelkeztek, melyeket a nemesektől kaptak ajándékba (használati jogként). Négyféle birtoktípus létezett: a királyi birtok, mely a királyi család közvetlen tulajdonát képezte; a nemeseknek és katonai vezetőknek ajándékozott föld, melynek azonban csak a használati jogát élvezhették; a helyi klánfejeknek adományozott föld, melynek továbbadásába a király nem szólt bele; valamint a falvak által megművelt közös földterület, ahol a közösségi munkában termelt gabonát elosztották a közösség tagjai között. A föld tulajdonjoga a királynál maradt minden esetben.
Pekcse (Baekje) jelentős öntözőrendszerrel rendelkezett, ami hozzájárult a mezőgazdaság fejlődéséhez. Megmunkálták a vas mellett az aranyat és az ezüstöt is, de a kézművesség is fejlett volt. Az adót áruban vagy terményben kellett megfizetni. Nincs bizonyíték arra, hogy ebben a korban rendszeresen vertek volna fémpénzt a Koreai-félszigeten, de kínai érméket használtak a fővárosi vásárokban, ahová kínai és japán kereskedők is ellátogattak. Ugyanakkor a Miruksza (Mireuksa) templom feltárásakor a 2000-es években aranypénzt találtak, melyre az volt vésve: „1 rjang (ryang) (량) arany” – ez utalhat arra is, hogy pénzként használták.

## Társadalma

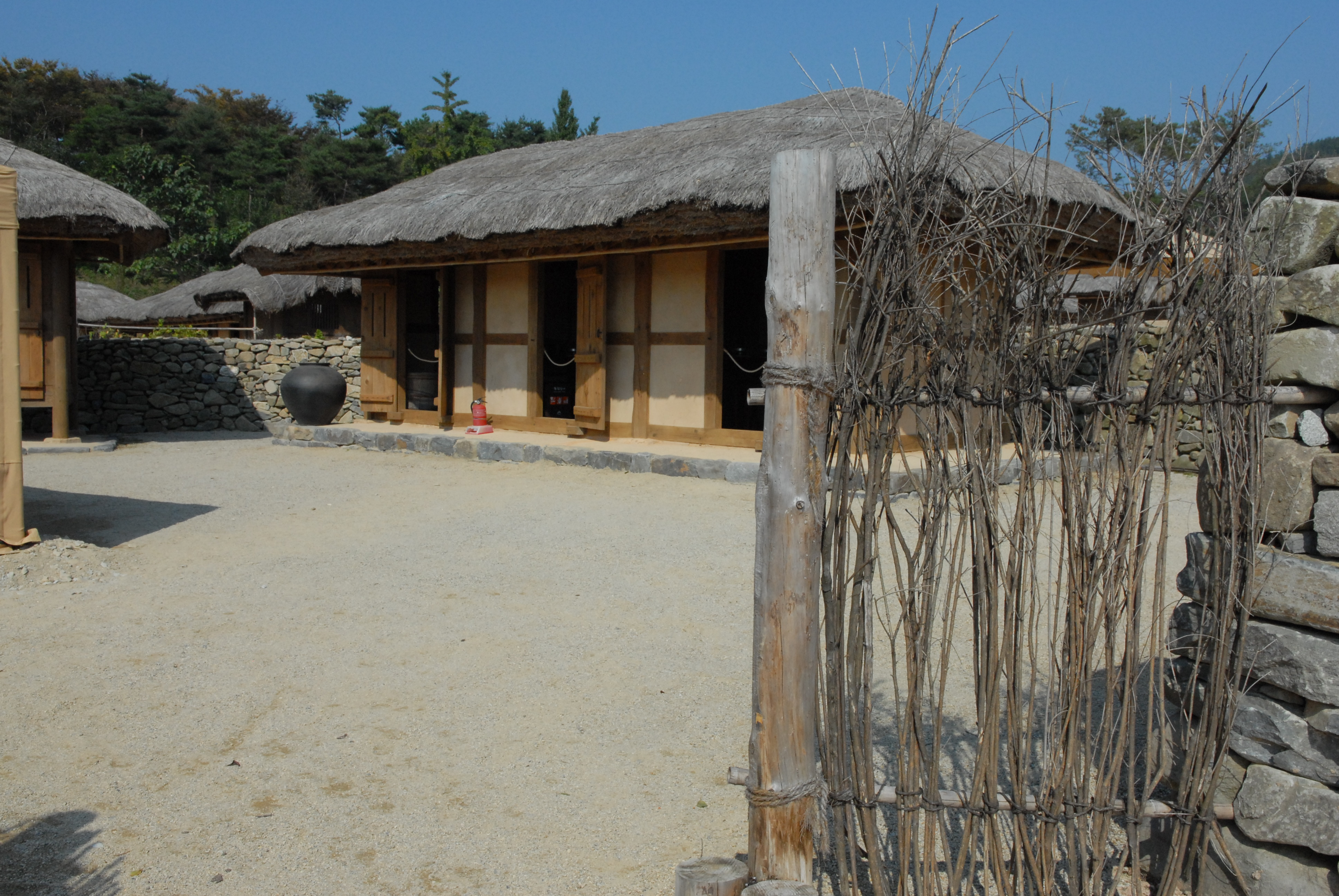
Paraszti ház rekonstrukciója Pujo (Buyeo) megyében

Az uralkodó és a nemesi réteg a Kogurjó (Goguryeó)ból ide vándorolt pujó (buyeó)iakból tevődött össze, míg a parasztságot a már a területen korábban élő hanok alkották. A nemesek közé a helyiek nem kerülhettek, csupán katonai rangokat érhettek el, illetve alacsonyabb civil rangban szolgálhatták az uralkodó osztályt. A nemesek palotái egyben adógyűjtő hivatalként és katonai központként is működtek, a nemesek a parasztoktól elkülönülve éltek. A parasztok a földet bérlőként művelték. A háborúban elfogott ellenséges katonákból rabszolgák lettek, akiket a manufaktúrákban, építkezéseken és a földeken dolgoztattak, de rabszolgák lettek a bűnözők is (például a lopásért, házasságtörésért vagy adósság vissza nem fizetéséért elítéltek). Ha valaki rabszolgává vált, visszaút már nem volt, leszármazottai is rabszolgasorba kerültek. A nobik voltak a személyi rabszolgák, akik a háztartásokban dolgoztak, de ide tartoztak a mutatványosok, táncosok is. A társadalmi rétegek felépítése, jellemzői mindhárom államban hasonlóak voltak.

## Külkapcsolatai

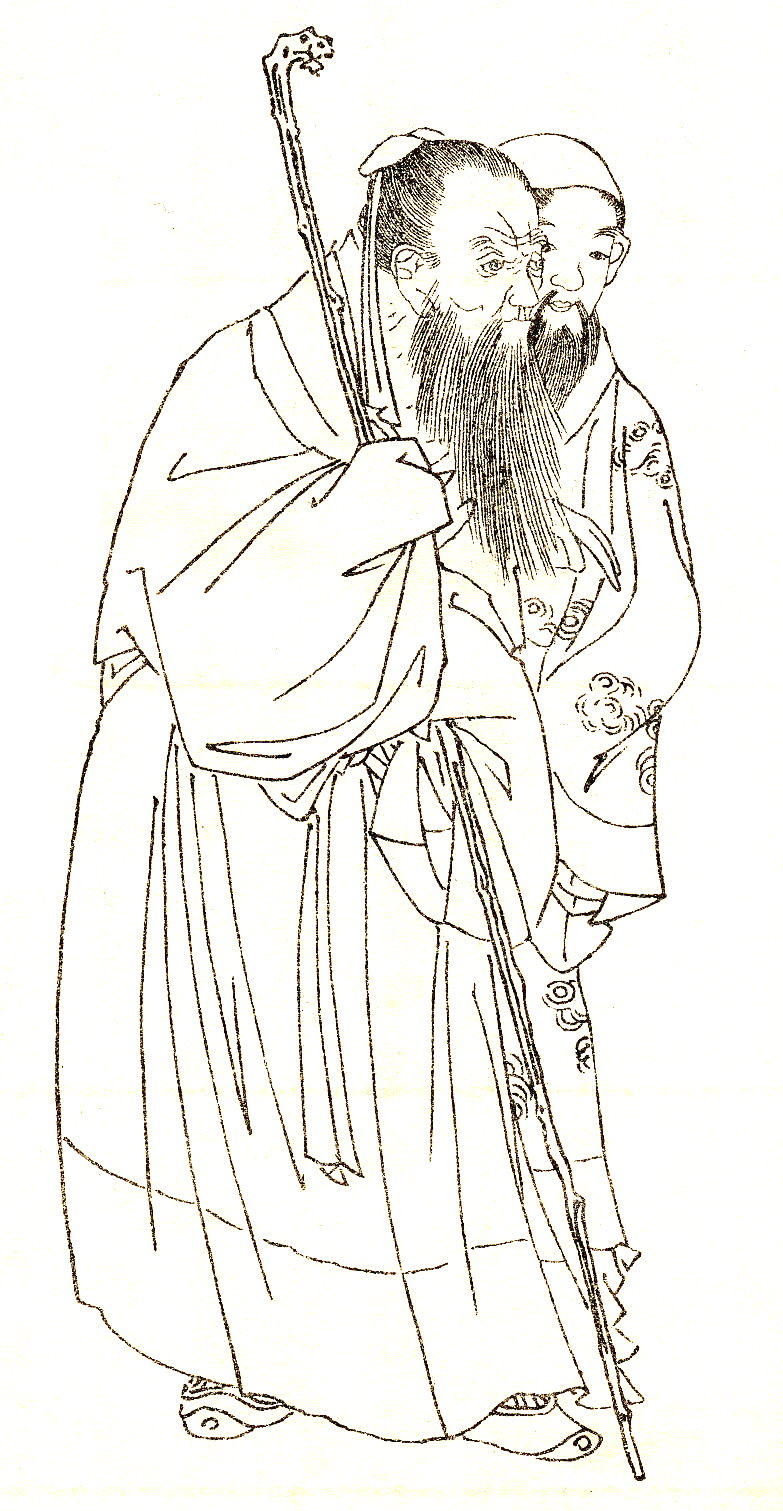
Vang In (Wang In)

A pekcsei (baekjei) királyok aktívan keresték a kapcsolatot más államokkal, például a Csin (Jin)-dinasztiával (265–420), az északi Vej (Wei)-dinasztiával (386–535) és eleinte Sillának is küldtek ajándékokat. A kínai dinasztiákkal való kereskedés révén került be a pekcse (baekje)i kultúrába a buddhizmus és a taoizmus. 652-ben Idzsa (Uija) király szakított meg minden kapcsolatot a kínaiakkal, amikor a Tang-dinasztia felszólította, hogy ápoljon barátságos viszonyt az akkor már ellenséges Sillával.
Japánnal hosszú időn át jó kapcsolatuk volt, számos pakszát (baksát) (kiváló mesterember vagy akadémikus) küldtek oda, akik átadták tudásukat. A Nihonsoki és a Kodzsiki szerint 400 körül Pekcse (Baekje) Vang In (Wang In) (왕인) tudóst küldte Japánba, aki kínai nyelvű könyveket vitt magával. Létezésére egyéb említések nincsenek, valószínűleg kitalált személy. A Silla elleni harcokban a japánok segítették a királyságot.
Számos pekcse (baekje)i telepedett le Japánban, a Soku Nihongi szerint például Takano no Niigasza (ca. 720–790), Kammu japán császár anyja Murjong (Muryeong) király (501–523) egyik leszármazottja volt.

## Kultúrája

### Művészetek
Pekcsében (Baekjében) virágzott a buddhizmus, mely 384-ben egy kínai szerzetes révén került az országba, de a konfuciánus eszmék is szabadon terjedtek. A királyság a kínai déli dinasztiákkal ápolt szoros kapcsolatokat, melyek a művészetére is hatással voltak. Jól példázzák ezt az arányosan kidolgozott buddhista szobrok, melyeken a jellegzetes mosolyra „Pekcse (Baekje)-mosoly” néven hivatkoznak a művészettörténészek. A legelső ismert koreai buddhista szobor az úgynevezett Ttukszom (Ttukseom)-buddha, mely az ötödik századi Pekcséből (Baekjéből) származik.
A hetedik században, a mai Észak-Csolla (Jeolla) tartományban épült a Miruksza (Mireuksa) templom, melynek egyik pagodája fénykorában Kelet-Ázsia legmagasabb kőpagodája lehetett.
A királyság jelentős szerepet játszott a buddhizmus közvetítésében Japán felé. Emellett a kulturálisan virágzó Pekcse (Baekje) számos tudóst, kézművest, festőt, építészt küldött Japánba, akik átadták a tudásukat. A fémmegmunkálásban is jelentős eredményeket értek el, a jellegzetesen pekcsei (baekjei)nek tulajdonított „hétágú kard” (칠지도, cshildzsido (chiljido)) is Japánba került. A három királyság közül technikailag Pekcse (Baekje) valószínűsíthető a legfejlettebbnek.

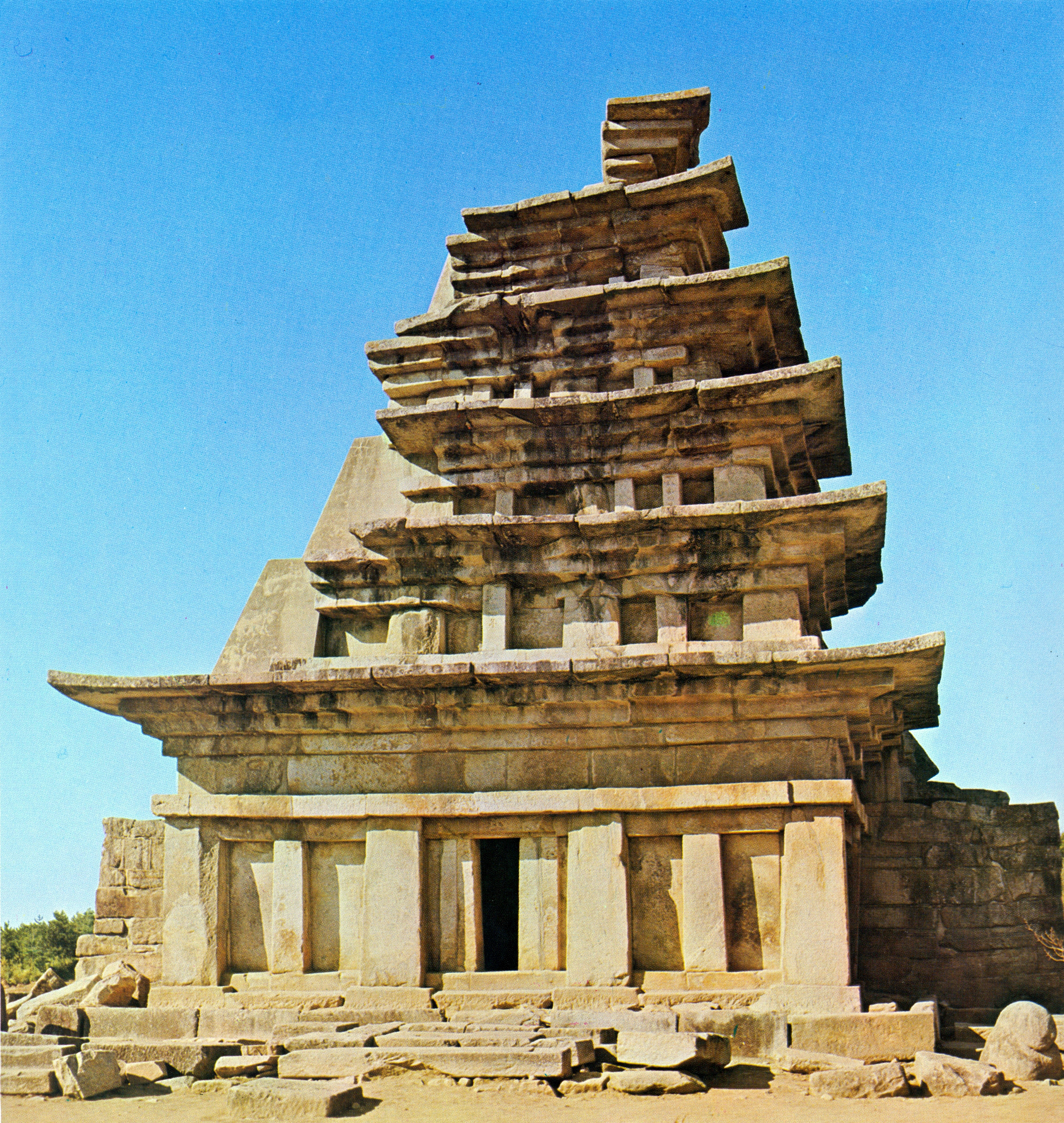
A Miruksza (Mireuksa) templom
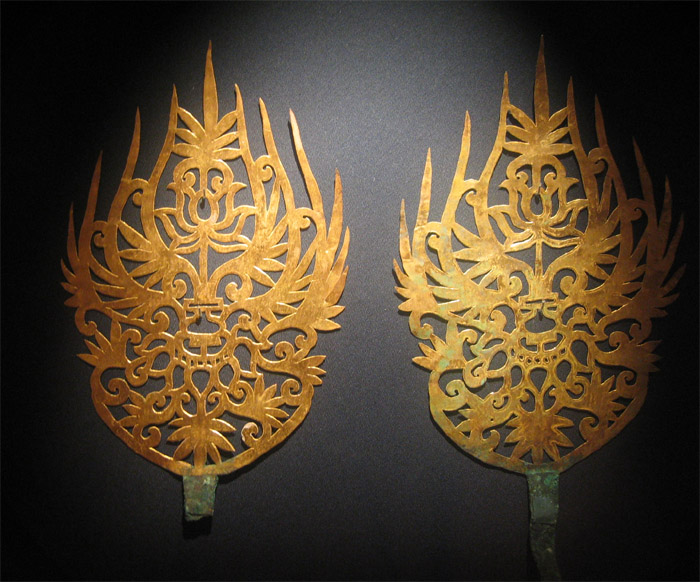
Pekcse (Baekje)-kori aranyékszerek
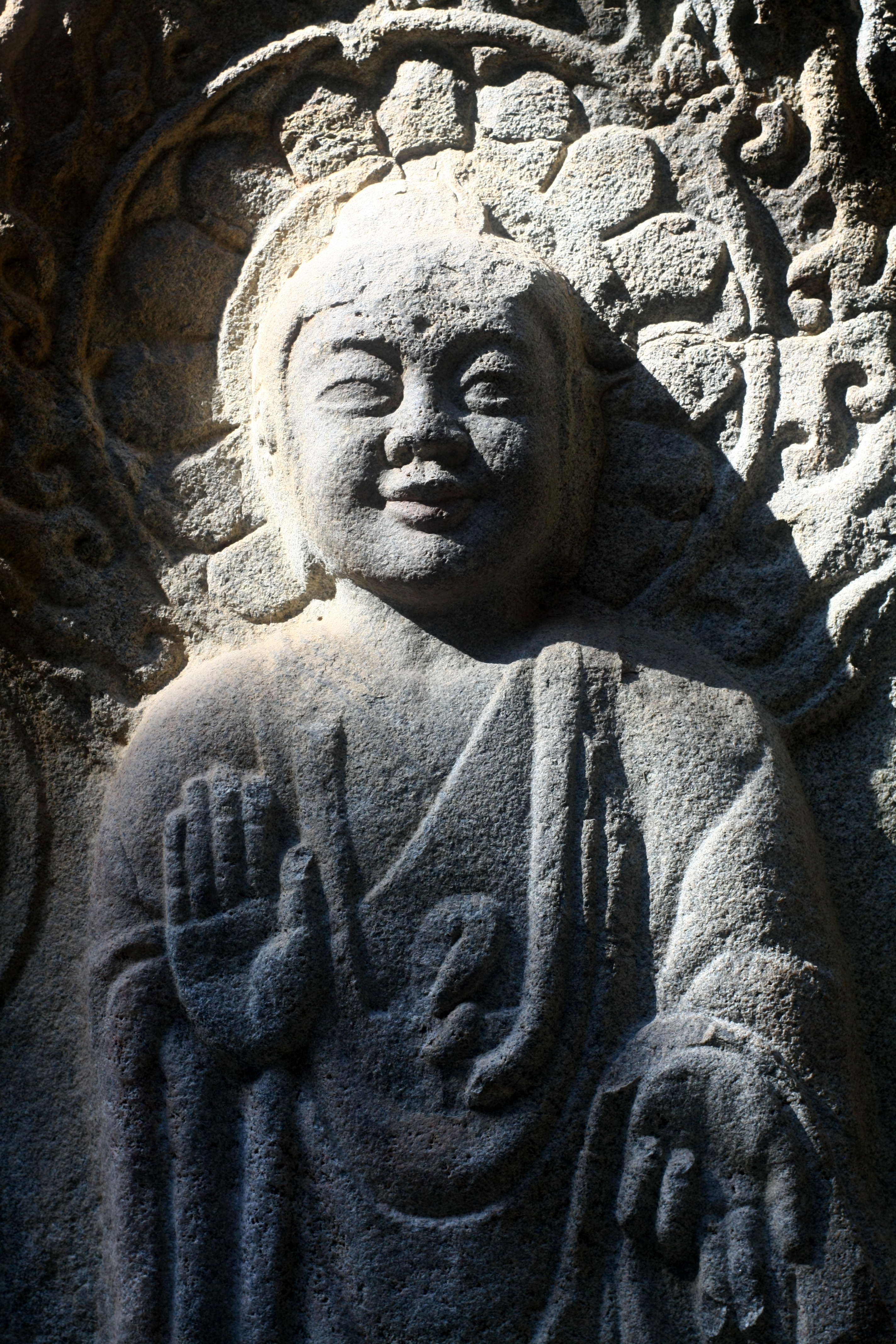
A „Pekcse (Baekje)-mosoly”
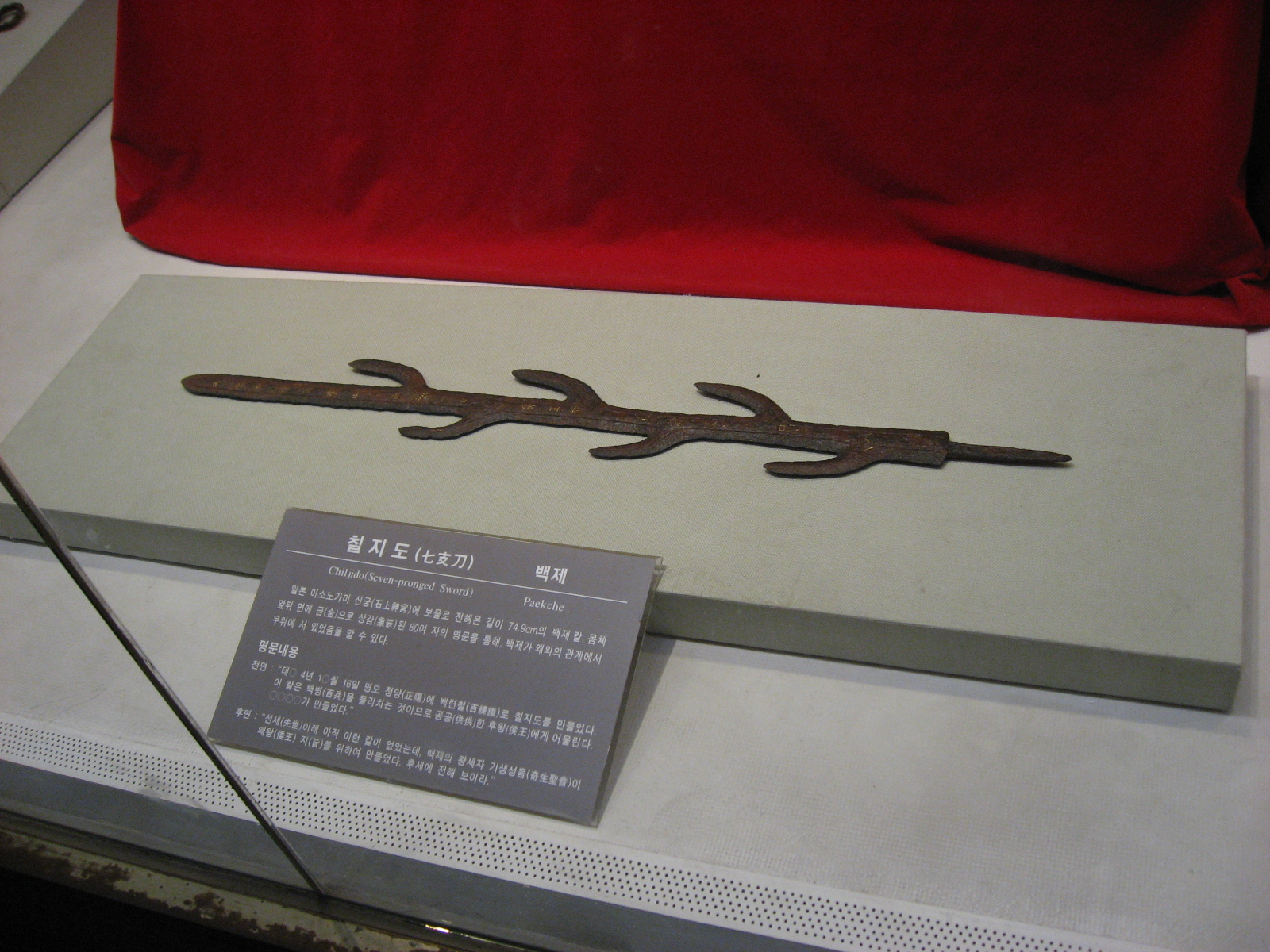
Cshildzsido (Chiljido) kard

### Nyelv
Pekcse (Baekje) nyelvéről nagyon kevés információ maradt fenn, jelenleg a besorolatlan nyelvek közé tartozik, azt sem sikerült bizonyosan megállapítani, melyik nyelvcsaládhoz tartozhatott. Mivel a királyságot Pujo (Buyeo) származásúak alapították, ezért a nyelvet szokás pujo-pekcse (Buyeo-Baekje)i nyelvnek is hívni.
A három királyság korában kezdtek el terjedni a Koreai-félszigeten a klánnevek kínai mintára, Pekcsében (Baekjében) olyan klánnevek bukkantak fel, mint a Csin (Jin) (진), a Pek (Baek) (백), a Sza (Sa) (사) vagy a Jon (Yeon) (연), melyeket kínai írásjegyekkel írtak.

### Irodalom

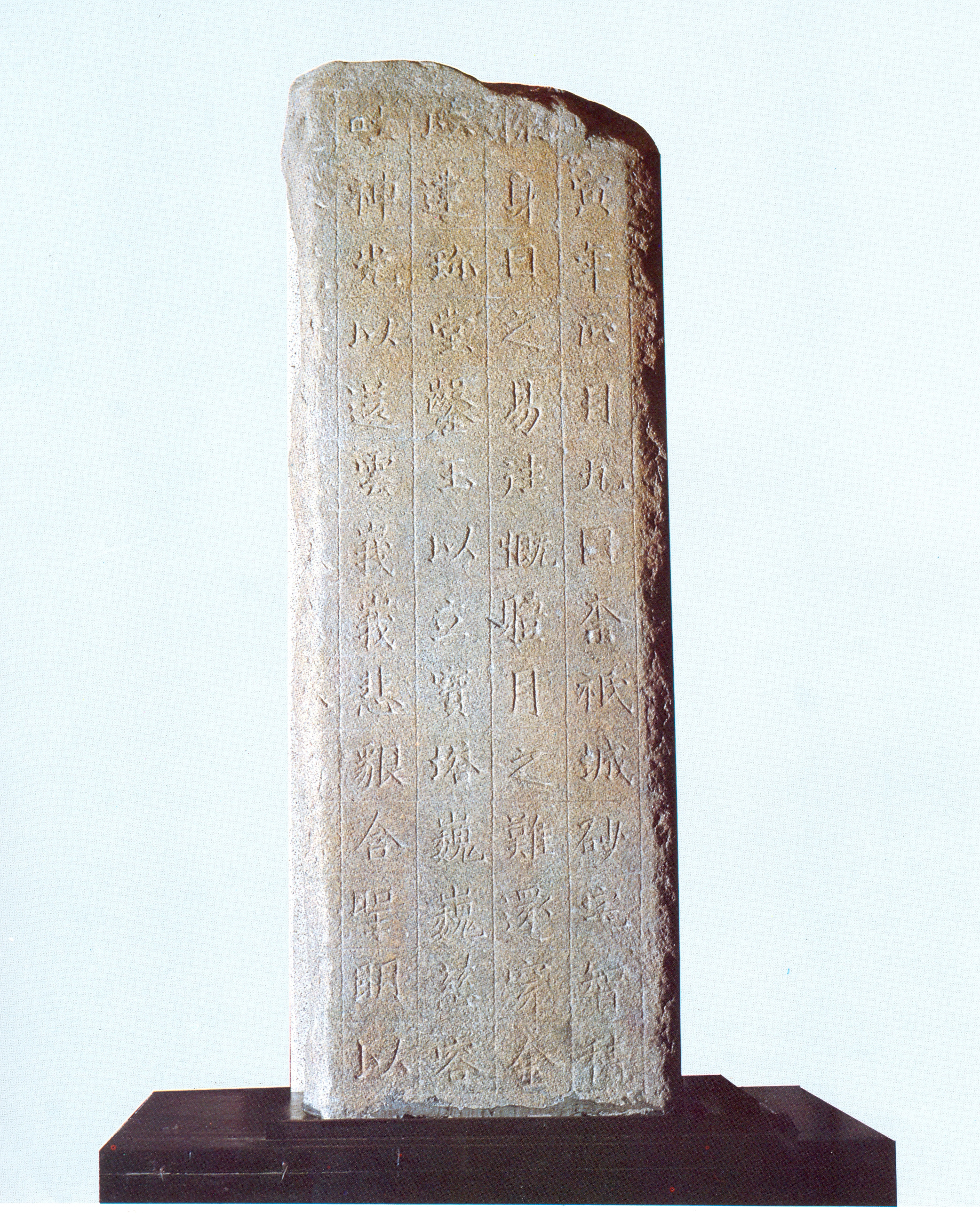
A Szathek Csidzsok pi (Sataek Jijeok bi) kőtábla

### Zene
A korabeli zenéről keveset tudni, az azonban bizonyos, hogy a pekcse (baekje)i zenészek gyakran jártak a kínai dinasztiák udvarában, és cseréltek tudást. Feljegyzések megerősítik, hogy Pekcse (Baekje) a dél-kínai dinasztiáktól vette át a maszkos táncokat, melyeket Japán felé közvetített (gigaku). Az egyik átvett, népszerű kínai hangszer a hárfához hasonlító kunghou (konghou) (箜篌; hangul: 공후, konghu (gonghu)) volt. A királyság zenészei, hangszerkészítői Japánba is gyakran látogattak, így feltételezhető, hogy fejlett és sokrétű zenei tudással rendelkeztek.

### Ruházat

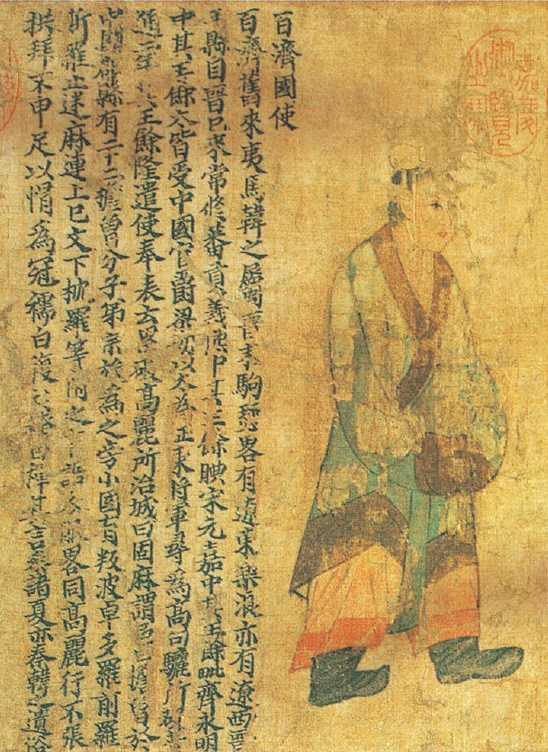
Pekcsei (Baekjei) követről készült kínai rajz

A pekcsei (baekjei) ruházat színeiről és mintáiról írásos emlékek, rajzok, valamint sírokban fennmaradt kelmedarabok tanúskodnak. A kender mellett többféle szövésű selymet és ramit is felhasználtak. A színeknek már ekkor is nagy jelentősége volt, a hivatalnokok ruházata rang szerint más-más színű volt. A király színei közé tartozott a lila, a fekete, a fehér és a zöld, a tisztviselők vöröset, lilát, zöldet, feketét, fehéret és sárgát viseltek. A lila volt a legrangosabb szín, utána a vörös következett, emiatt e két színt a parasztok nem viselhették. A ruházat és a kiegészítők (aranyozott bronzcipők, övek, koronák, ékszerek) mintázataiban geometriai alakzatok, virágminták, hosszanti és keresztvonalak, T alakú minták és állatformák (például sárkány, főnix, varangy) köszönnek vissza. Emellett szörnyalakok, természeti motívumok (felhők, hegyek, fák) és buddhista szimbólumok is megjelennek.

### Gasztronómia
Pekcse (Baekje) korában már ismerték a fermentált ételeket, a szójababkrémet, a szójaszószt, létezett a kimcshi (kimchi) is, ekkor még csilipaprika nélkül. Buddhista hatásra a nabak kimcshi (nabak kimchi) is elterjedt. Régészeti leletek alapján elmondható, hogy többféle edényt használtak, ismerték a hosszú alagútkemencét. Korábbi feljegyzések alapján valószínűsíthető, hogy már ismerték a ttok (tteok)ot, melyet vallási rituálékban is felhasználtak. Az is feltételezhető, hogy a buddhizmus megjelenésével terjedt el a teázás szokása.

## Emlékezete

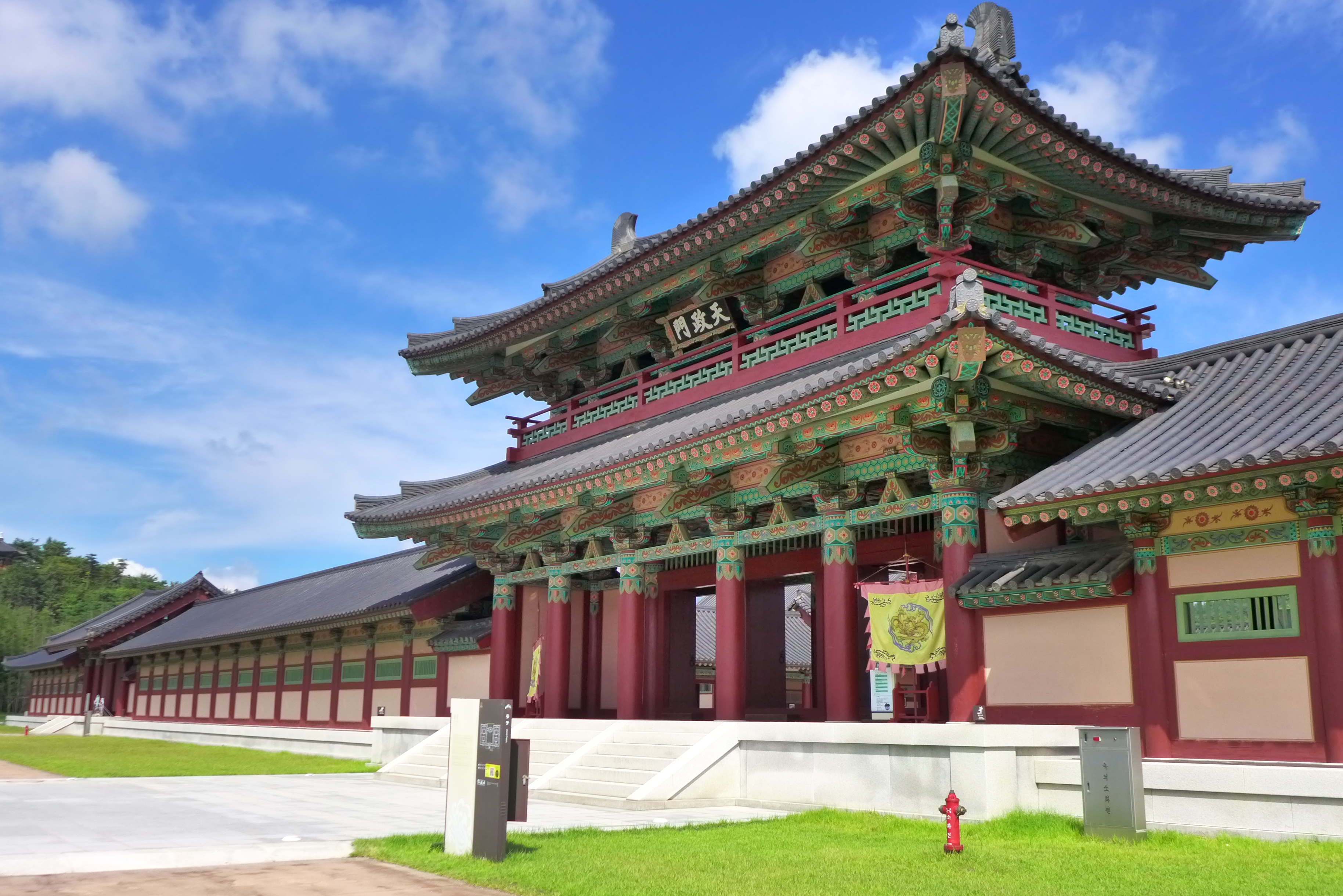
Baekje Cultural Land

2010-ben a Pekcséhez (Baekjéhez) kapcsolódó műemlékek és történelmi területek (Kongdzsu (Gongju) és Pujo (Buyeo)) felkerültek az UNESCO világörökségi javaslati listájára. Ezt követően a Kulturális Örökségvédelmi Hivatal (CHA) a helyi önkormányzatok segítségét kérte az örökségvédelmi program megvalósításához, így 2012-ben létrejött a Pekcse (Baekje) Történelmi Területek Jelölési Irodája, ami 2014-ben alapítvánnyá alakult át. A Pekcse (Baekje) Történelmi Területek Megőrzéséért és Igazgatásáért Alapítvány (Baekje Historic Areas Conservation and Management Foundation) két érintett tartomány és három város felügyelete alatt áll. Az alapítvány feladata a világörökségi listára való felkerülés elősegítése, és a kulturális értékek megőrzése, gondozása. 2015 májusában a CHA bejelentette, hogy az ICOMOS javasolta az UNESCO-nak a „pekcsei (baekjei) történelmi régió” felvételét a világörökségi listára. A Világörökségi Bizottság június végi ülésén döntött a kérdésről és a világörökség részévé nyilvánította.
Pekcse (Baekje) és a három koreai királyság korszakát a modern művészetek is megörökítik, számos film, televíziós sorozat készült. Ilyen például a 2003-ban bemutatott Once Upon a Time in a Battlefield (황산벌) című filmvígjáték, mely a Sillával vívott hvangszanboli (hwangsanbeoli) csatát mutatja be, a televíziós sorozatok közül a The King of Legend (2010–2011, KBS), mely Kuncshogo (Geunchogo) királyról szól, a Kjebek (Gyebaek) (2011, MBC), mely Pekcse (Baekje) utolsó királyát mutatja be, míg a The Daughter of the Emperor (2013, MBC) történetének főszereplője Murjong (Muryeong) király lánya. 2010-ben az EBS csatorna Sabiseong, the Lost City címmel dokumentumfilmet készített a királyság utolsó fővárosáról.
Pujo (Buyeo) megyében található a 3,2 km²-en elterülő, turistalátványosságként funkcionáló Baekje Cultural Land, ahol korabeli épületeket igyekeztek reprodukálni a pekcsei (baekjei) kultúra bemutatásához, megőrzéséhez. Itt forgatták a Running Man televíziós vetélkedő egyik epizódját is.
2013-ban Szamcshon (Samcheon) (삼천) címmel musicalt állítottak színpadra Dél-Koreában, mely a Pekcse (Baekje) királyság bukását mutatja be.

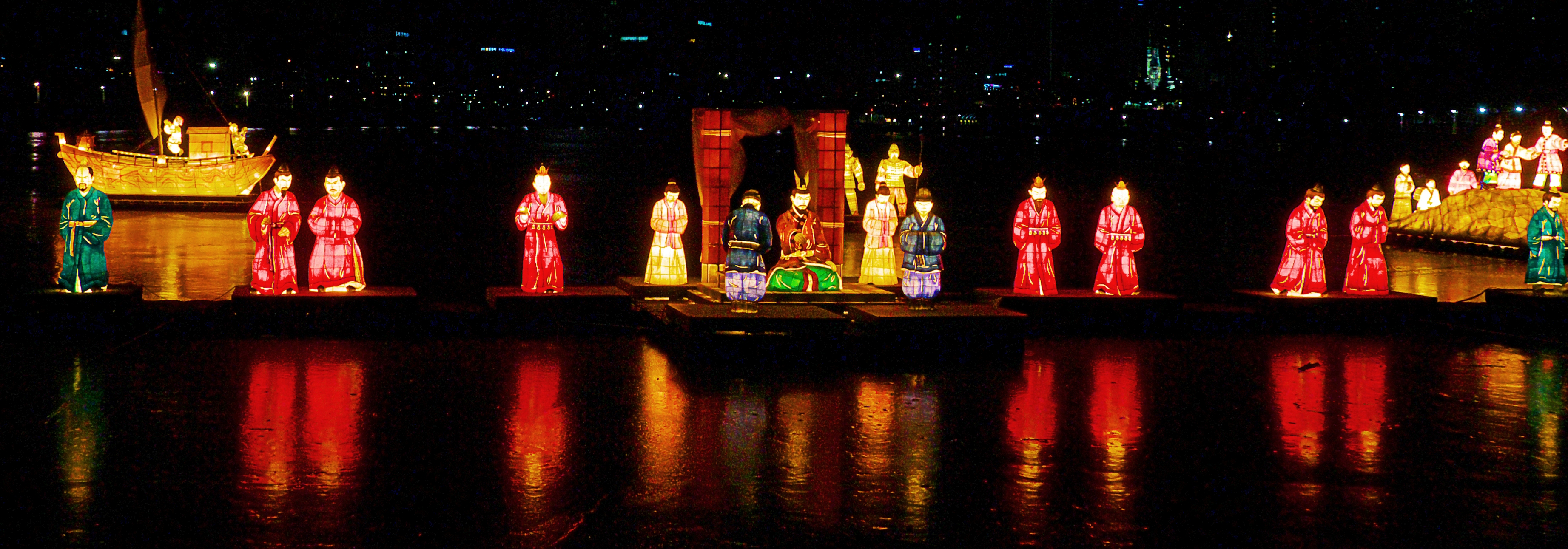
Pekcse (Baekje)-ihlette lámpáskiállítás Szöulban, 2014-ben